# Ангел Иеговы
А́нгел Иего́вы — одно из имён, под которыми по мнению христианских богословов Сын Божий открывается в Ветхом Завете.

## Теофании Ангела Иеговы
Отправной точкой исследования, проводимого в догматическом богословии, является здесь тезис о том, что Ветхий Завет содержит немало «указаний на троичность Лиц [Божиих], а также прикровенные (в смысле неявные, вытекающие из логических рассуждений) указания на множественность лиц в Боге без указания конкретного числа». Имя «Ангел Иеговы» принадлежит числу имён, под которыми Сын Божий «открывается» в Ветхом Завете. Под словом «открытие» в богословской лексике здесь понимается факт появления, явления Бога перед лицом людей — или, с использованием традиционного термина, — теофания.
Ветхий Завет описывает несколько теофаний, в которых упоминается Ангел Иеговы:
- Явление Агари на пути в Суру
- Явление Аврааму во время принесения в жертву Исаака
- Явление Моисею в огненной купине

### Явление Агари
Бегство Агари в пустыню и явление ей там Ангела Господня, или, иначе, явление Ангела Агари на пути в Суру — теофания, о которой рассказывается в контексте жизнеописания Авраама в главе 16 Книги Бытия.
Агарь — египтянка, взятая в дом Авраама в качестве служанки его жены Сары.
Не имея возможности родить, Сара предложила мужу зачать потомство от Агари, которая к тому времени уже 10 лет жила в их доме. После того, как Агарь забеременела, между ней и Сарой возник конфликт, причину которого Сара объяснила Аврааму так: «я отдала служанку мою в недро твоё; а она, увидев, что зачала, стала презирать меня» (Быт. 16:5). На это Авраам ответил: «вот, служанка твоя в твоих руках; делай с нею, что тебе угодно», после чего «Сара стала притеснять её, и она убежала от неё» (Быт. 16:5).
По пути в Суру, у источника воды, находившегося в пустыне у дороги между Кадесом и Баредом, Агарь увидела ангела:

И нашёл её Ангел Господень у источника воды в пустыне, у источника на дороге к Суру. И сказал [ей Ангел Господень]: Агарь, служанка Сарина! откуда ты пришла и куда идешь? Она сказала: я бегу от лица Сары, госпожи моей. Ангел Господень сказал ей: возвратись к госпоже своей и покорись ей. И сказал ей Ангел Господень: умножая умножу потомство твое, так что нельзя будет и счесть его от множества. И ещё сказал ей Ангел Господень: вот, ты беременна, и родишь сына, и наречёшь ему имя Измаил, ибо услышал Господь страдание твоё;— Быт. 16:7–11
Данная ангелофания рассматривается как теофания на основании следующей цитаты

И нарекла [Агарь] Господа, Который говорил к ней, сим именем: Ты Бог видящий меня. Ибо сказала она: точно я видела здесь в след видящего меня. Посему источник тот называется: Беэр-лахай-рои— Быт. 16:13–14

### Явление Аврааму
По Книге Бытия (глава 22), Бог, желая испытать силу веры Авраама, повелел ему принести своего любимого сына Исаака в жертву. Авраам повиновался и, взяв с собой сына, направился в путь к месту, указанному Богом для принесения «жертвы всесожжения» — в землю Мория. Достигнув на третий день пути одной из гор и взойдя на её вершину, Авраам соорудил жертвенник, положил в него дрова, а сверху — связанного им Исаака. По библейскому закону, приносимую во всесожжение живую жертву надлежало перед этим умертвить (заколоть). Авраам уже занёс над Исааком нож,

Но Ангел Господень воззвал к нему с неба и сказал: Авраам! Авраам! Он сказал: вот я. Ангел сказал: не поднимай руки твоей на отрока и не делай над ним ничего, ибо теперь Я знаю, что боишься ты Бога и не пожалел сына твоего, единственного твоего, для Меня.— Быт. 22:11–12
После этого Авраам увидел и принёс в жертву овна вместо Исаака. Указание на Иегову здесь дано в следующем стихе: «И нарек Авраам имя месту тому: Иегова-ире. Посему и ныне говорится: на горе Иеговы усмотрится» (Быт. 22:14).
В этом же месте, на той же горе, происходит повторная теофания: «И вторично воззвал к Аврааму Ангел Господень с неба и сказал: Мною клянусь, говорит Господь,…» (Быт. 22:15–16)
Уже в раннехристианской доктрине жертвоприношение Исаака начинает приобретать догматическое значение, как ветхозаветное явление Христа. В Евангелии от Иоанна Иисус сам представляет эту историю как прообраз своей предстоящей крестной жертвы: «Авраам, отец ваш, рад был увидеть день Мой; и увидел и возрадовался» (Ин. 8:56). Эту трактовку во II веке представляют Ириней Лионский, в IV веке Григорий Богослов и Иоанн Златоуст и т. д.

### Явление Моисею
Место действия этой теофании, описываемой в Книге Исход — гора Хорив, называемая в тексте Библии Божией (Исх. 3:1). Рядом с этой горой Моисей оказывается случайно, удалившись вместе со стадом овец своего тестя Иофора на большее, чем обычно, расстояние от дома.

И явился ему Ангел Господень в пламени огня из среды тернового куста… Моисей сказал: пойду и посмотрю… Господь увидел, что он идет смотреть, и воззвал к нему Бог из среды куста, и сказал: Моисей! Моисей! Он сказал: вот я! И сказал Бог: не подходи сюда; сними обувь твою с ног твоих, ибо место, на котором ты стоишь, есть земля святая.— Исх. 3:2–5
В этой теофании речь идёт уже не об ангеле, а непосредственно о Боге. Вступая с Моисеем в диалог, он неоднократно называет Моисею своё имя:

И сказал: Я Бог отца твоего, Бог Авраама, Бог Исаака и Бог Иакова… И сказал Господь: Я увидел страдание народа Моего в Египте… Я пошлю тебя к фараону; и выведи из Египта народ Мой, сынов Израилевых.
Моисей сказал Богу: кто я, чтобы…? И сказал [Бог]: Я буду с тобою, и вот тебе знамение…
И сказал Моисей Богу: вот, я приду к сынам Израилевым и скажу им: Бог отцов ваших послал меня к вам. А они скажут мне: как Ему имя? Что сказать мне им? Бог сказал Моисею: Я есмь Сущий. И сказал: так скажи сынам Израилевым: Сущий [Иегова] послал меня к вам.

И сказал ещё Бог Моисею: так скажи сынам Израилевым: Господь, Бог отцов ваших, Бог Авраама, Бог Исаака и Бог Иакова послал меня к вам. Вот имя Мое на веки, и памятование о Мне из рода в род. Пойди, собери старейшин Израилевых и скажи им: Господь, Бог отцов ваших, явился мне, Бог Авраама, Исаака и Иакова, и сказал:…— Исх. 3:6–17
Неопалимая Купина в этом сюжете — также ещё и отдельный ветхозаветный прообраз, указывавший на Богоматерь в связи с непорочным зачатием Христа от Духа Святого.

## Ангел лица Его
«Ангел лица Его» — ещё одно ветхозаветное «указание на Лицо Сына Божия с различением Его от Лица Бога Отца», часто рассматриваемое совместно с Ангелом Иеговы. Здесь имеются в виду слова пророка Исаии:

Во всякой скорби их Он не оставлял их, и Ангел лица Его спасал их
— Ис. 63:8–9
Здесь глагол «спасал» трактуется как прикровенное указание на Спасителя — ср. комментированную цитату прот. О. Давыденков: 

Пророк Исайя (Ис. 63:8–10) говорит: «Он (т. е. Господь) был для них Спасителем, во всякой скорби их Он не оставлял их (имеется в виду израильтян) и Ангел лица Его спасал их».— Давыденков О., прот. Догматическое богословие
Этот фрагмент также примечателен одновременным упоминанием и Третьего Лица: «Но они возмутились и огорчили Святаго Духа Его» (Ис. 63:10).
Вместе с тем, имеются и другие догматические трактовки. Так, архимандрит Никифор в «Библейской энциклопедии» отмечает, что «под сим наименованием некоторые разумеют Архангела Гавриила, стоящего пред лицом Божиим; другие же относят означенное выражение к Самому Воплощенному Слову, которое есть сияние Славы Отчей».